# 英記茶荘

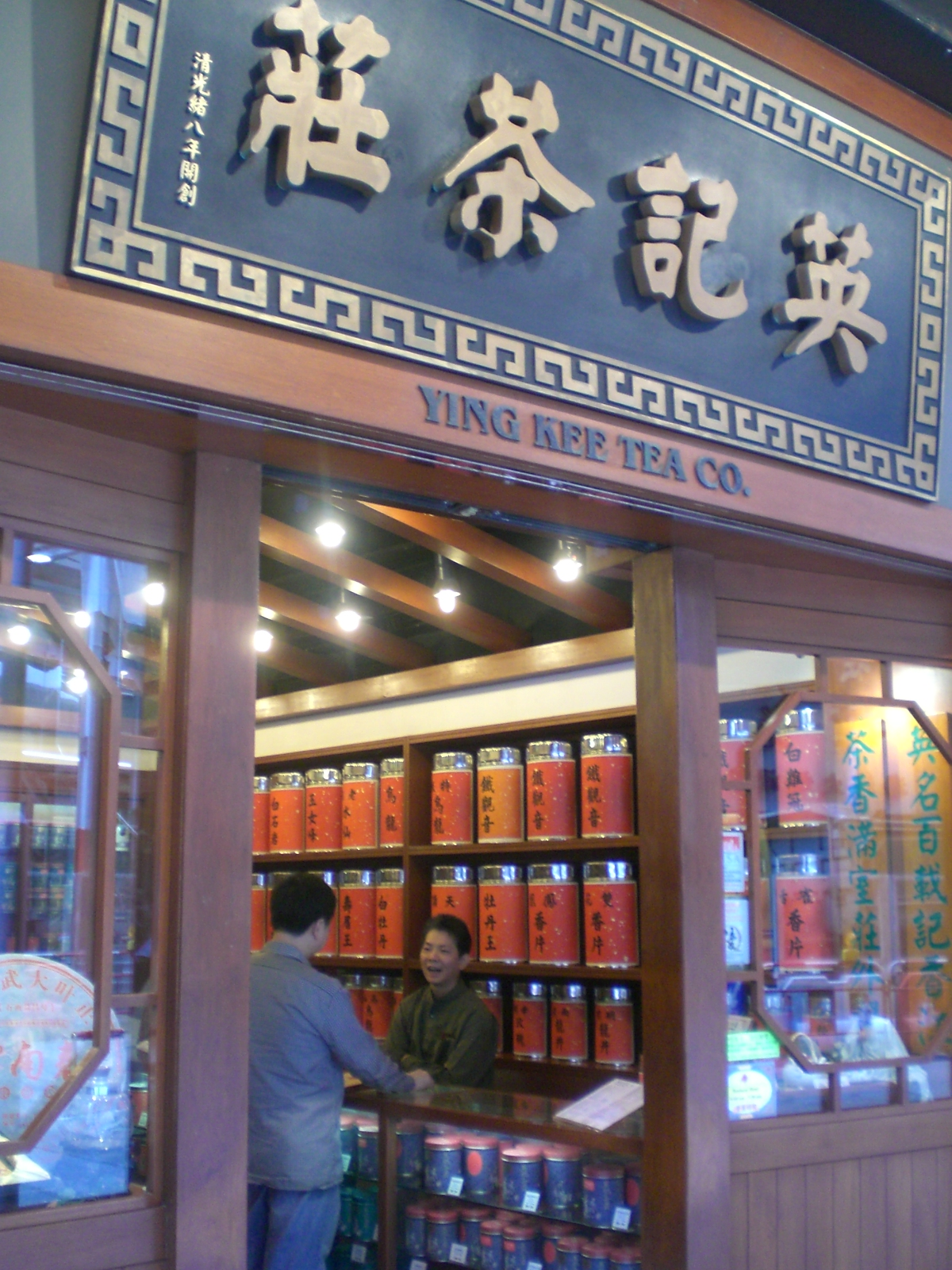
中環（セントラル）店

英記茶荘（えいきちゃそう）とは香港の中国茶専門店。1881年に中国広州市で陳朝英が創業、1950年に香港に移転し現在に至る。日本でも片岡物産が東京で2店舗を営業展開していたが、2009年に2店舗とも閉店した。
これまでは香港の名店としてガイドブックに必ず掲載され、客層は海外からの観光客（特に日本人観光客）が多い印象だったが、近年は香港でも健康志向によりお茶が見直され、若者をターゲットにした広告やパッケージの刷新で地元の客も増えてきている。
「一等物質，一等價錢，按貨定值，誠實無欺」（最高の品質、最高の値段、商品に見合う値段、騙さず誠実に）をモットーに、質の高い茶葉を提供している。

## 店舗

### 香港
- 香港島＝銅鑼湾（コーズウェイベイ）旗艦店、ビクトリアピーク店、中環（セントラル）店、時代廣場(タイムズスクウェア)店

- 九龍、新界地区＝チムサーチョイ金馬倫道店、チムサーチョイ漢口道店、油麻地店、旺角店、観塘店、沙田店

- - 他に香港国際空港、シティースーパー全店で取り扱いあり

## 参考記事
^新浪網(中国語)「英記茶荘-変化をしながら老舗を守る」